# Argia apicalis
Argia apicalis е вид водно конче от семейство Coenagrionidae. Видът не е застрашен от изчезване.

## Разпространение
Разпространен е в Канада (Онтарио), Мексико (Нуево Леон) и САЩ (Айова, Алабама, Арканзас, Вашингтон, Вашингтон, Вирджиния, Върмонт, Делауеър, Джорджия, Западна Вирджиния, Илинойс, Индиана, Канзас, Кентъки, Колорадо, Кънектикът, Луизиана, Масачузетс, Мейн, Мериленд, Минесота, Мисисипи, Мисури, Мичиган, Небраска, Ню Джърси, Ню Йорк, Ню Мексико, Оклахома, Охайо, Пенсилвания, Северна Дакота, Северна Каролина, Тексас, Тенеси, Уайоминг, Уисконсин, Флорида, Южна Дакота, Южна Каролина и Юта).

## Описание
Популацията на вида е стабилна.